# Þórdís Kolbrún R. Gylfadóttir

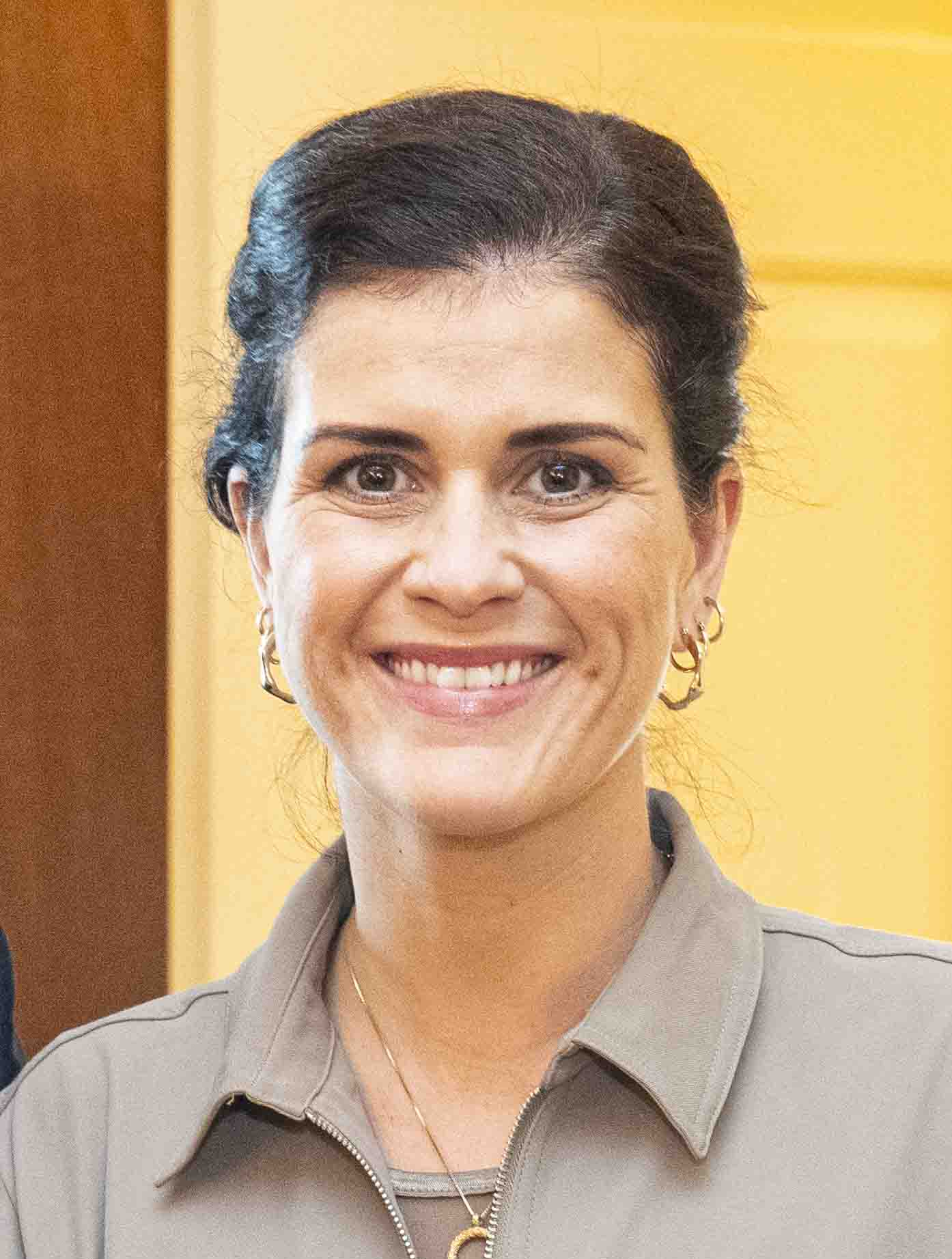
Þórdís Kolbrún R. Gylfadóttir, 2024

Þórdís Kolbrún Reykfjörð Gylfadóttir (transkribiert Thordis Kolbrun Reykfjörd Gylfadottir; * 4. November 1987 in Akranes) ist eine isländische Juristin und Politikerin. Sie gehört der Unabhängigkeitspartei an und amtierte von 2018 bis 2025 als stellvertretende Vorsitzende dieser Partei. Vom 9. April bis 21. Dezember 2024 war sie wieder isländische Außenministerin, nachdem sie dieses Amt bereits vom 28. November 2021 bis zum 14. Oktober 2023 bekleidet hatte. In der Zwischenzeit war sie isländische Finanz- und Wirtschaftsministerin. Zuvor war sie seit Januar 2017 Ministerin für Tourismus, Industrie und Innovation im isländischen Ministerium für Wirtschaft und Innovation. Von März bis September 2019 stand sie zusätzlich auch dem Justizministerium vor.

## Leben
Þórdís Kolbrún R. Gylfadóttir schloss ihr Studium 2012 mit einem Master of Laws der Universität Reykjavík ab. Unter anderem war sie von 2014 bis 2016 als Assistentin der isländischen Innenministerin tätig.
Bei der Parlamentswahl vom 29. Oktober 2016 wurde Þórdís Kolbrún R. Gylfadóttir für den Nordwestlichen Wahlkreis ins isländische Parlament Althing gewählt. Am 11. Januar 2017 wurde sie Ministerin für Tourismus, Industrie und Innovation im Kabinett Bjarni Benediktsson (2017), das aus Mitgliedern der Unabhängigkeitspartei sowie von Viðreisn und Björt framtíð bestand. Dieses Amt hatte sie auch weiterhin im Kabinett Katrín Jakobsdóttir I inne, das am 30. November 2017 nach der vorgezogenen Wahl vom 28. Oktober gebildet wurde und eine Koalition aus Links-Grüner Bewegung, Unabhängigkeitspartei und Fortschrittspartei darstellte. Ihr Ministerium und das Ministerium für Fischerei und Landwirtschaft, dem mit Stand Dezember 2017 Kristján Þór Júlíusson vorstand, bildeten organisatorisch das isländische Wirtschafts- und Innovationsministerium (Atvinnuvega- og nýsköpunarráðuneytið).
2018 wurde sie zur stellvertretenden Parteivorsitzenden der Unabhängigkeitspartei gewählt.
Nach dem Rücktritt von Sigríður Á. Andersen hatte Þórdís Kolbrún R. Gylfadóttir am 14. März 2019 vorübergehend zusätzlich das Justizministerium übernommen. Am 6. September 2019 trat Áslaug Arna Sigurbjörnsdóttir ihre Nachfolge als Justizministerin an. Im Kabinett Katrín Jakobsdóttir II, das am 28. November 2021 gebildet wurde, hatte Þórdís Kolbrún das Amt der Außenministerin übernommen. Nach dem Rücktritt von Finanz- und Wirtschaftsminister Bjarni Benediktsson am 10. Oktober 2023 wurde am 14. Oktober bekanntgegeben, dass Þórdís Kolbrún R. Gylfadóttir das Finanz- und Wirtschaftsministerium übernimmt, während Bjarni Benediktsson neu als Außenminister amtierte. Im April 2024 trat Katrín Jakobsdóttir als Premierministerin Islands zurück, um bei der Präsidentschaftswahl in Island 2024 zu kandidieren. Bjarni Benediktsson wurde Premierminister und Þórdís Kolbrún übernahm am 9. April erneut das Amt der Außenministerin. Ihr Nachfolger als Finanz- und Wirtschaftsminister wurde Sigurður Ingi Jóhannsson, zuvor Minister für Infrastruktur.
Ihre Nachfolgerin als Außenministerin im nach der Wahl 2024 gebildeten Kabinett Kristrún Frostadóttir ist Þorgerður Katrín Gunnarsdóttir (Viðreisn).
Bei der Parteiversammlung vom 2. März 2025 wurde Jens Garðar Helgason zu ihrem Nachfolger als stellvertretender Parteivorsitzender gewählt.